# Schott
Das Schott (Plural Schotten, seltener Schotte, nicht aber Schotts) ist eine geschlossene Trennwand oder, in der älteren Bedeutung, ein schnell vorschiebbarer Verschluss. Ein Schott kann sowohl luft- oder flüssigkeitsdicht als auch brandhemmend (Brandschott) ausgelegt sein (siehe Maritime Brandbekämpfung).

## Schiffbau

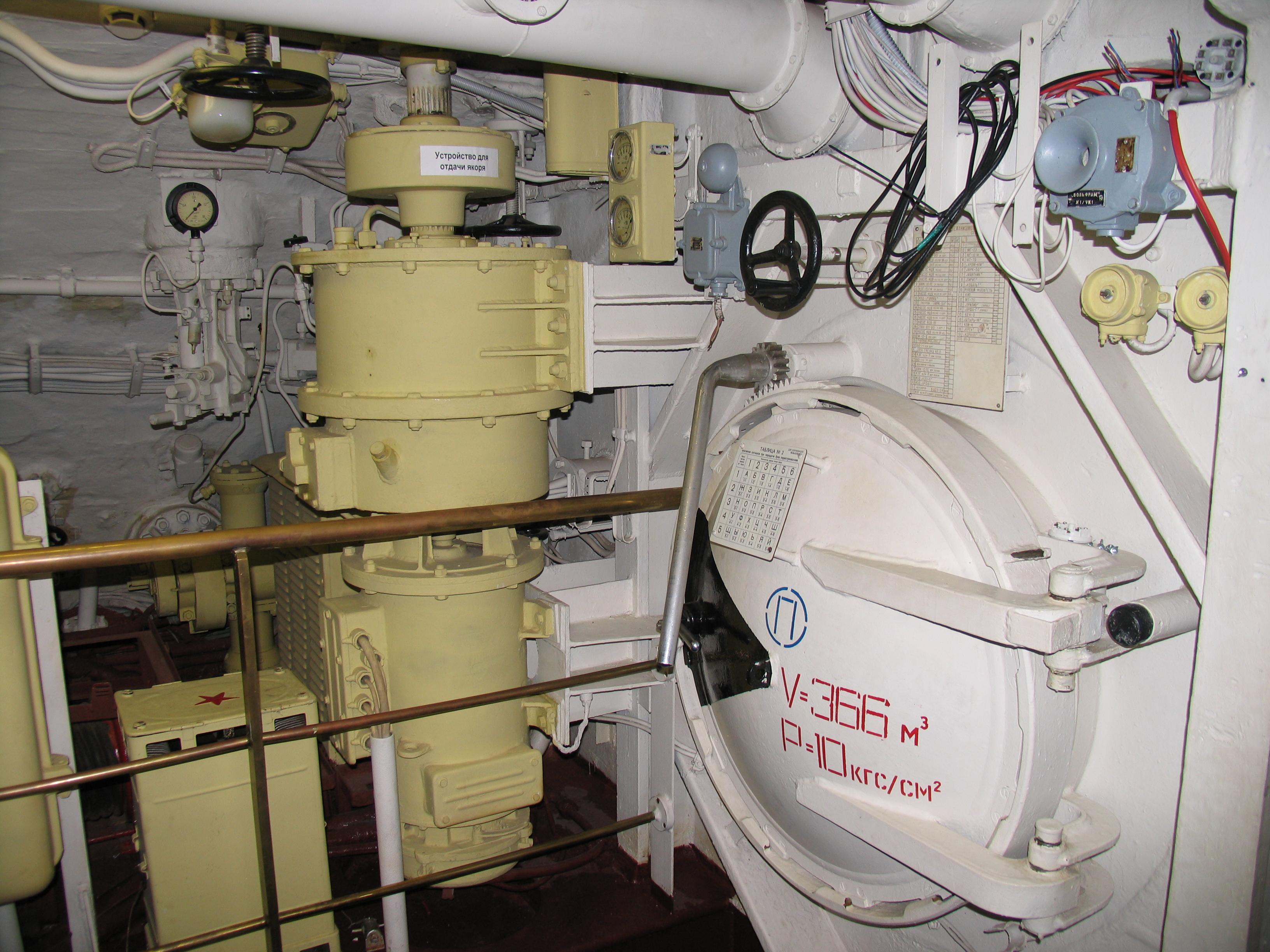
„Kugelschott“ in einem russischen U-Boot

Im Schiffbau  ist ein Schott eine durchgehende Wand innerhalb des Schiffes. Auch Durchgänge in Trennwänden  mit verriegelbarer Luke,  um das Eindringen von Wasser zu verhindern, werden als Schott bezeichnet. Auf Handelsschiff-Neubauten wurden Kollisionsschotten ab 1929 zur Pflicht. 
Auch eine durchgehende Wand, die das Innere eines Schiffes in wasserdichte oder auch gasdichte Abteilungen unterteilt, wird als Schott bezeichnet. Im modernen Schiffbau werden solche Schotten in Längs- und Querrichtung (Längsschott und Querschott) verwendet. Oberer Abschluss der so hergestellten, wasserdichten Abteilungen ist das Schottendeck. Der Einbau von Schotten in einen Rumpf soll Flutungen auf leckgeschlagene Bereiche begrenzen, um die Schwimmfähigkeit zu erhalten. Im Havariefall sollen sie die Funktion des Fahrzeuges so lange aufrechterhalten, bis der beschädigte Bereich gesichert werden kann. Weitere Aufgaben sind die Unterteilung und die strukturelle Versteifung des Schiffskörpers.
Als erste verwendeten die Chinesen die Schottbauweise, ein solcher Schiffsrumpf aus dem 12./13. Jahrhundert ist beim Schiff von Quanzhou erhalten, ebenso wurden Schotten auch beim Bau der Hochseeflotte des Admirals Zheng He im 15. Jahrhundert verwendet. Außerhalb Chinas wurden erst ab etwa 1836 Schiffe in Schottbauweise erstellt. Zu den bekanntesten frühen Schiffen dieser Bauart zählen die Radfregatte Guadeloupe (Kiellegung 1836) und das Passagierschiff Great Eastern (Jungfernfahrt 1858). 
Ein Kollisionsschott dient dazu, Wassereinbrüche bei Kollisionen des Schiffes mit einem anderen Schiff oder Hindernis einzudämmen. Dieses Schott reicht in Höhe eines der vorderen Spanten von der Basislinie bis zum Deck. Das Kollisionsschott trennt den Bugteil des Schiffes von dem Rest. Der abgetrennte Raum dient zum Abbau der Kollisionsenergie, so dass der Rest des Schiffes wahrscheinlich dicht bleibt. Meist wird in diesem Bereich des Schiffes Wasserballast oder Festballast gefahren. Bei Fährschiffen ist das Kollisionsschott meistens im vorderen Teil des Autodecks zu finden. Es fährt hinter dem Bugvisier oder der Bugklappe nach dem Be-/Entladen gesondert zu. Kollisionsschotten wurden für Fährschiffe erst nach dem Estonia-Untergang im Jahre 1994 vorgeschrieben.
Vor allem auf U-Booten gibt es vorn und achtern ein „Kugelschott“; es ist eine druckfeste Kalotte.
Da Schiffe auch durch Brände bedroht sind, werden zusätzlich Brandschotten eingebaut, die neben der Eindämmung von Bränden ebenfalls als Festigkeitsverbände dienen.

## Flugzeugbau

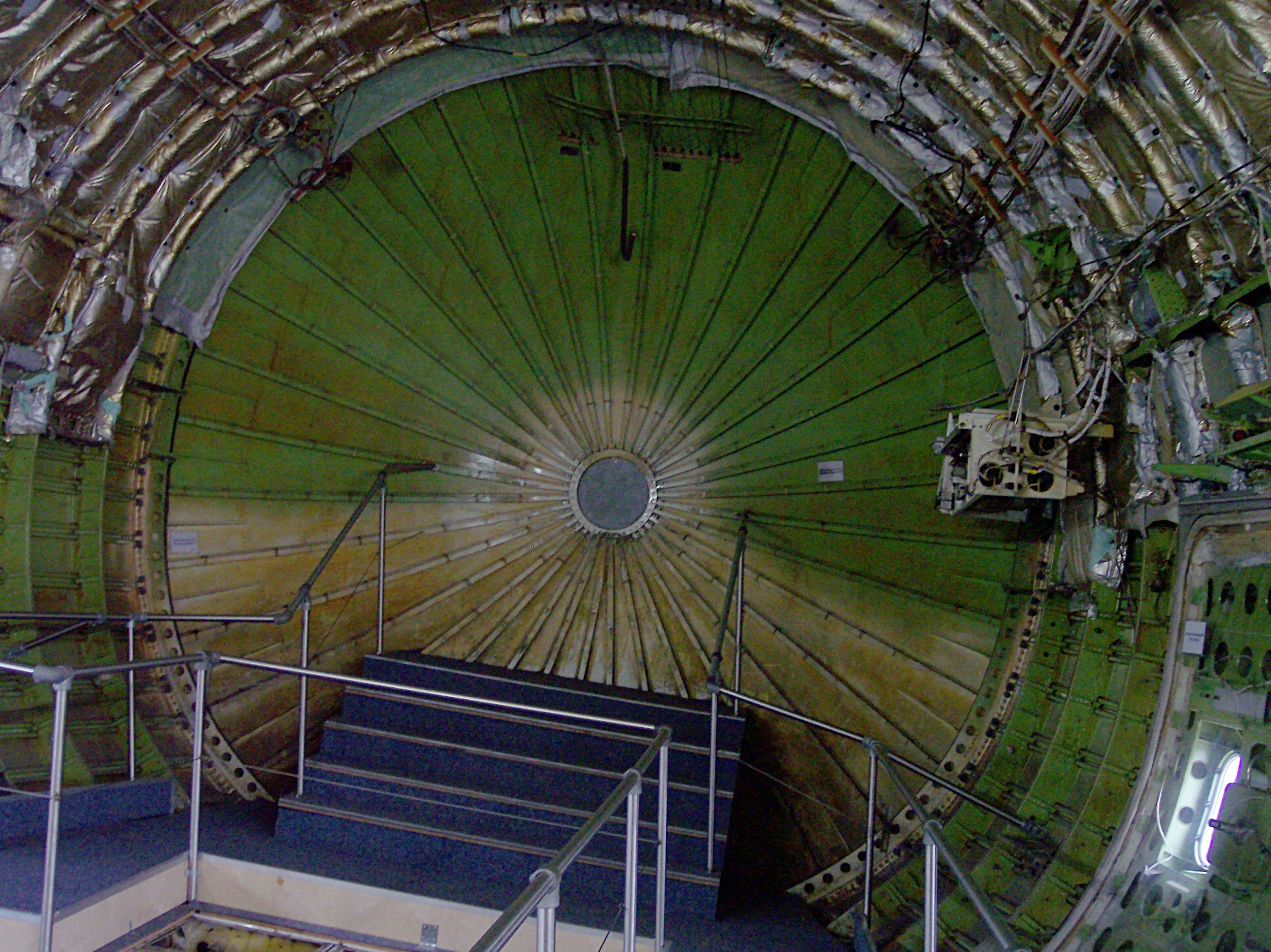
Hinteres Druckschott einer B-747

Flugzeuge mit Druckkabine haben ein hinteres Druckschott (engl. rear pressure bulkhead). Zwei Abstürze sind auf Fehler dieses Bauteils zurückzuführen:
- British-European-Airways-Flug 706
- Japan-Air-Lines-Flug 123

## Architektur

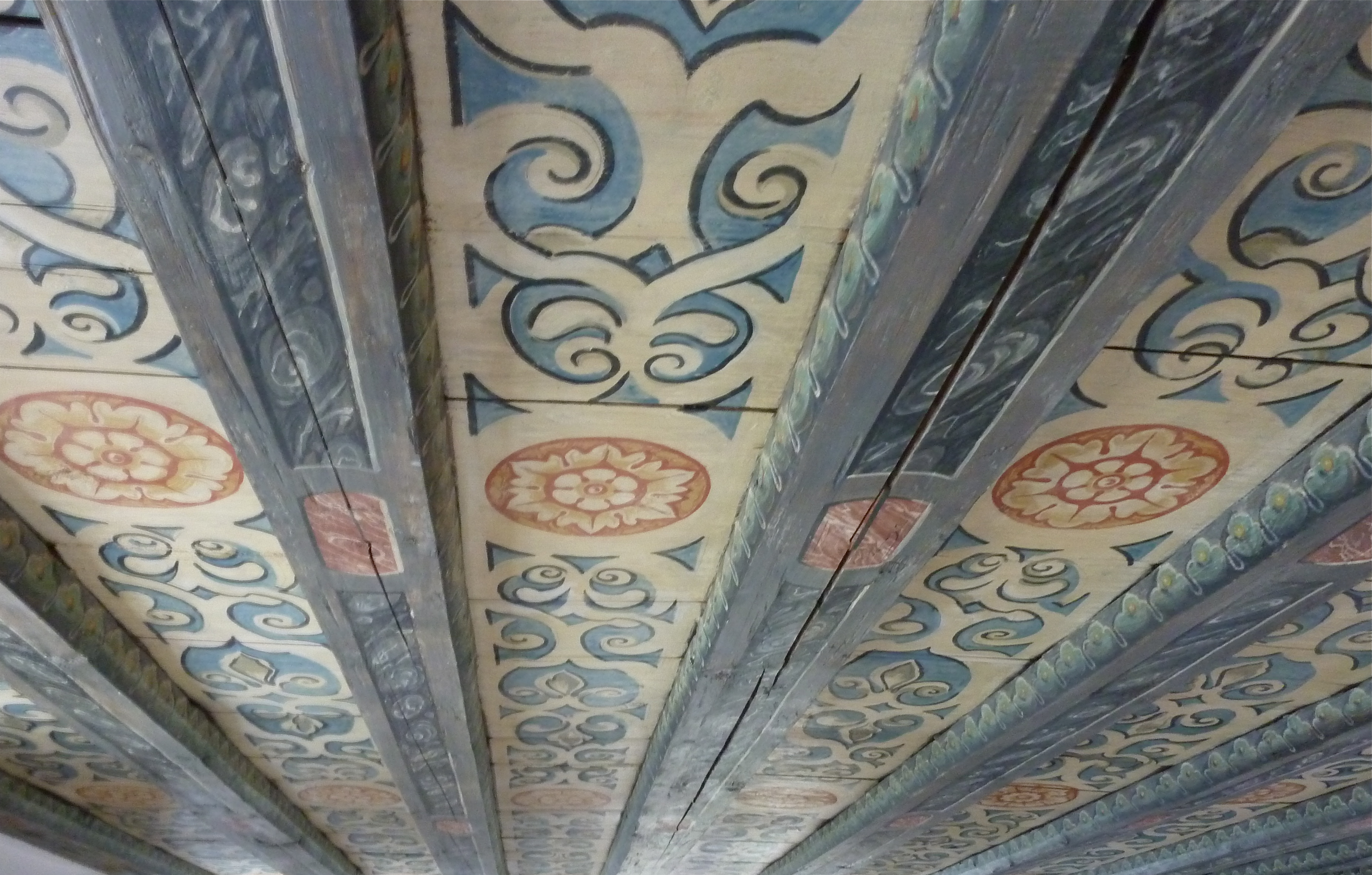
Historische Deckenkonstruktion mit Schotten aus Holz

In der Architektur wird der Begriff Schott oder häufig auch Schotte für stabilisierende oder auch raumabschließende Konstruktionselemente verwendet. Es handelt sich dabei um lamellenartig parallel angebrachte Versteifungen. Am häufigsten treten sie als Querschotte bei Deckenkonstruktionen auf, werden aber auch als Längsschotte an Fassaden zur Abstützung fragiler Bauteile eingesetzt. In der historischen Bauweise wurden Holzbalken verwendet, in der modernen Architektur bestehen Schotte zumeist aus Stahlbeton und können neben ihrer Funktion auch Stilelemente sein.

## Brandschutz
Beim Brandschutz ist ein Schott oder eine Abschottung eine brandschutzgerechte Versiegelung eines Durchbruches oder einer Fuge in einer Wand oder Decke, um die durch das Loch entstandene Minderung der Feuerwiderstandsdauer der Wand oder Decke wiederherzustellen. Die Versiegelung solcher Öffnungen ist Teil des Gewerkes „WKSB“ (Wärme, Kälte, Schall, Brandschutz), also der Isolierer; siehe auch: Brandprüfung.
Zulässige Abschottungen besitzen in der Regel einen bauaufsichtlichen Verwendbarkeitsnachweis (wie eine Allgemeine bauaufsichtliche Zulassung (ABZ) oder ein Allgemeines bauaufsichtliches Prüfzeugnis (ABP)). Wird von diesen Verwendbarkeitsnachweisen nur „nicht wesentlich“ abgewichen, so gilt dies als zulässig.
Nach der MLAR können Rohrdurchführungen bestehen aus:
- brandschutztechnisch wirksamer Dämmung (BD)
- Brandschutzbandagen/Brandschutzband (BSB)
- aufschäumenden Brandschutzmanschetten (BSM)

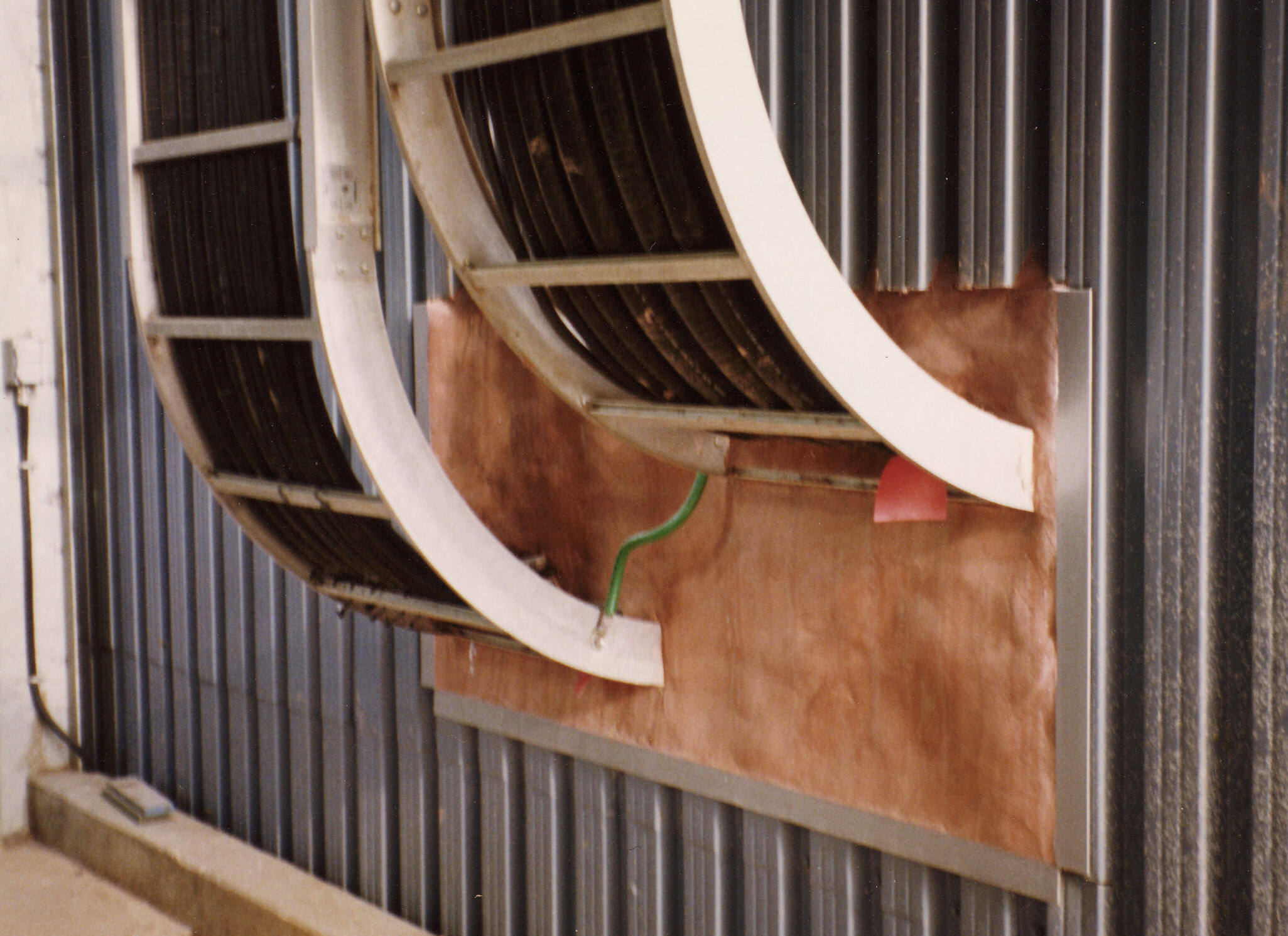
Abschottung eines Durchbruchs von Kabelpritschen in einer Papierfabrik
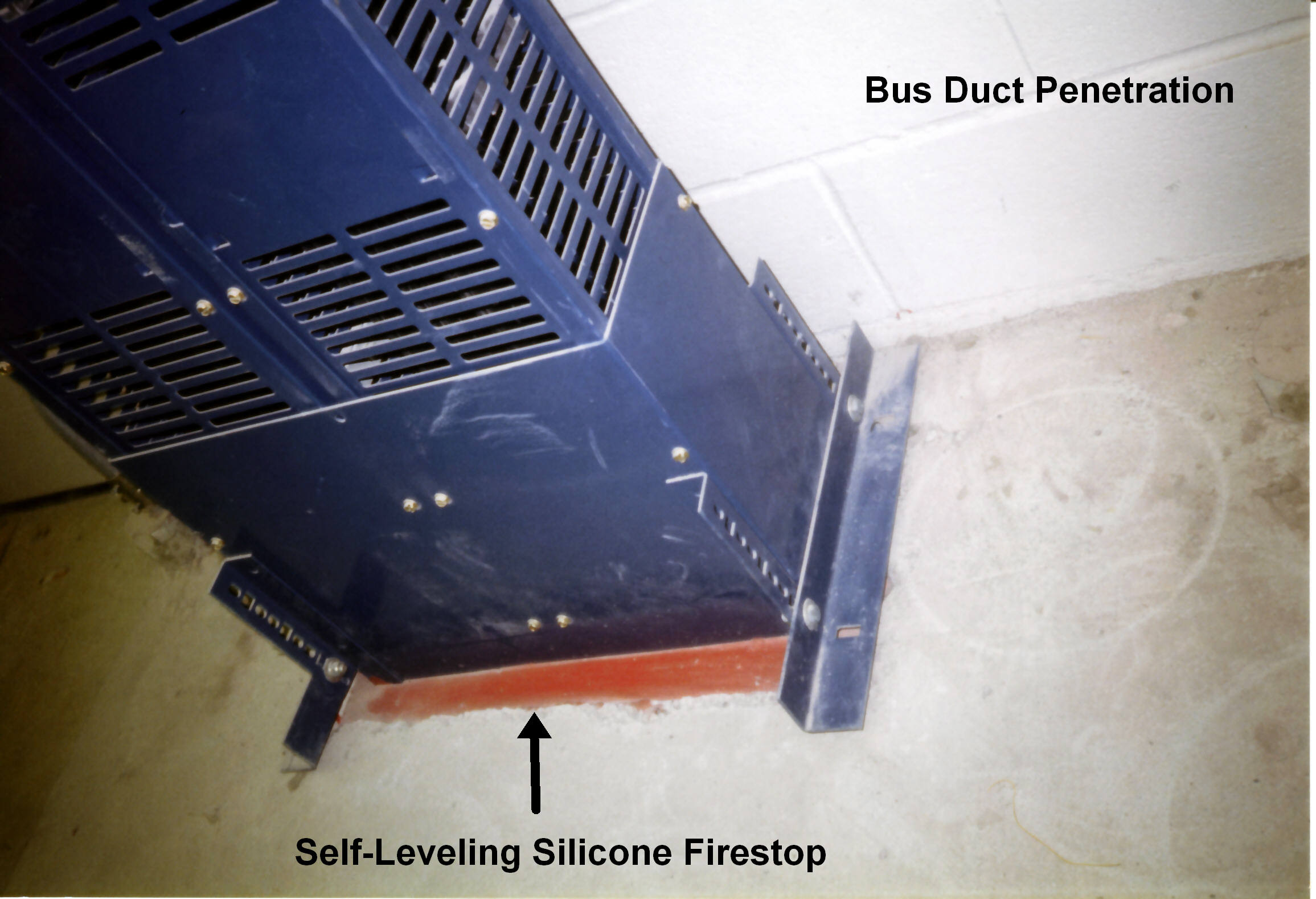
Stromschienendurchbruch in Betondecke mit 2-stündiger Feuerwiderstandsdauer. Das Schott besteht aus gestopfter Steinwolle und flüssigem Silikon, geprüft gemäß ULC-S115 für 120 Minuten Feuerwiderstandsdauer und 30 PSI Druck.
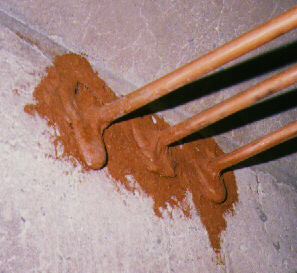
Reaktiver und intumeszenter Dichtstoff in der Grand-Coulee-Talsperre. Unsachgemäße Abschottung in einer Betonwand mit einer 2-stündigen Feuerwiderstandsdauer durch einen flüssigen Dichtstoff (CP25). Im Brandfall schäumt der Natriumsilikat enthaltende Dichtstoff auf.